# Václav Kokštejn
Václav Kokštejn (22. září 1923 Cvrčovice – 9. května 1996) byl český fotbalista a československý reprezentant.

## Fotbalová kariéra
V československé lize hrál za Spartu, SK Kladno a ATK Praha. Nastoupil ve 189 ligových utkáních a dal 78 gólů. Za československou reprezentaci odehrál v letech 1947–1952 12 utkání a vstřelil jeden gól (v zápase s Polskem roku 1948). Je mistrem Československa z let 1946 a 1948, oba tituly získal se Spartou Praha. Vítěz Českého poháru 1946. Hrál také za SK Slovan Dubí, Brandýsek, SK Cvrčovice a TJ Baník Švermov. Je zmiňován i v díle Bohumila Hrabala Perličky na dně.

## Ligová bilance
| Ročník                                     | Zápasy | Góly | Klub                 |
| ------------------------------------------ | ------ | ---- | -------------------- |
| Národní liga 1943/44                       | 17     | 4    | SK Kladno            |
| Státní liga 1945/46                        | -      | 14   | AC Sparta Praha      |
| Státní liga 1946/47                        | 25     | 16   | AC Sparta Praha      |
| Státní liga 1947/48                        | 18     | 10   | Bratrství Sparta     |
| Státní liga 1948                           | -      | 6    | Sokol Sparta Bubeneč |
| Státní liga 1948                           | 6      | 4    | ATK Praha            |
| Celostátní československé mistrovství 1949 | -      | 12   | Bratrství Sparta     |
| Celostátní československé mistrovství 1950 | -      | 2    | Bratrství Sparta     |
| Mistrovství československé republiky 1952  | -      | 6    | SONP Kladno          |
| Přebor československé republiky 1953       | -      | 2    | Baník Kladno         |
| Přebor československé republiky 1954       | -      | 4    | Baník Kladno         |
| Přebor československé republiky 1955       | -      | 1    | Baník Kladno         |
| CELKEM                                     | 189    | 78   |                      |